# Kanton Saint-Sébastien-sur-Loire
Saint-Sébastien-sur-Loire is een kanton van het Franse departement Loire-Atlantique. Het kanton maakt deel uit van het arrondissement  Nantes.
In 2020 telde het 43.322 inwoners.

Het kanton werd gevormd ingevolge het decreet van 25 februari 2014 , met uitwerking op 22 maart 2015, met Saint-Sébastien-sur-Loire als hoofdplaats.

## Gemeenten
Het kanton omvat volgende gemeenten:
- Basse-Goulaine
- Haute-Goulaine
- Saint-Sébastien-sur-Loire